# Begoña Vitoriano
Begoña Vitoriano Villanueva (Madrid, España, 1967), cuya madre y padre nacieron en Vizcaya y con familia de raíces guipuzcoanas, es una matemática aplicada e investigadora de operaciones española cuyo trabajo se relaciona con la logística de la ayuda humanitaria y el socorro en casos de desastre. Es profesora asociada del Departamento de Estadística e Investigación Operativa de la Universidad Complutense de Madrid, y presidenta de la Sociedad Española de Estadística e Investigación Operativa.

## Biografía
Begoña Vitoriano estudió matemáticas e investigación de operaciones en la Universidad Complutense de Madrid. A pesar de las dificultades causadas por la muerte de su padre en el primer año de sus estudios , la necesidad de mantenerse a través de clases particulares (además, realizaba estas clases para mostrar que podía cuidar de sí y de su hermano) y el nacimiento de dos hijos durante sus estudios, obtuvo una licenciatura en dicha universidad en 1990 y completó su Ph.D. en 1994.
Eligió la carrera de Matemáticas, según comenta ella, por descarte. Con ocho años, su profesor la sacó de clase para que le enseñara a un compañero a multiplicar, y como no se le daba bien el Dibujo Técnico, esto le cerraba la puerta a las ingenierías. Ella quería ser escritora, y antes periodista corresponsal de guerra, para intentar entender el mundo. Más tarde, empezaría a dar las clases particulares citadas anteriormente, cuando tenía diecisiete años. Entonces comenzó a estudiar Matemáticas, aunque su madre quería que estudiara Derecho, para tener un futuro más claro. Fue a raíz de una charla sobre Investigación Operativa a la que asistió, donde hablaban de las aplicaciones para gestionar hospitales y este tipo de centros, cuando se dio cuenta de que tendría futuro en ellos. Mientras estudiaba la carrera, trabajaba todas las tardes y los veranos dando clases, a la vez que jugaba al rugby y cuidaba de su primer hijo, que nació al terminar tercero de carrera.
Se convirtió en profesora asistente en el Departamento de Estadística e Investigación Operativa de la Universidad Complutense de Madrid de 1990 a 1997. En 1995, cuando viajó a El Salvador como parte de una colaboración internacional para establecer un programa de maestría allí, fue testigo de la devastación y la pobreza causadas en parte por la Guerra Civil Salvadoreña que había terminado por aquella época.  De 1997 a 2006 trabajó como ayudante y luego como profesora asociada en el Departamento de Organización Industrial e Instituto de Investigaciones Tecnológicas de la Universidad Pontificia Comillas de Madrid,  colegio jesuita privado en conflicto con ella, por su creencia en la educación pública, pero con un énfasis en la justicia social que encajaba bien con su agenda de investigación. Fue durante este tiempo cuando cambió su enfoque de investigación de la gestión de las redes eléctricas  al socorro en casos de desastre.  Regresó a la Universidad Complutense como profesora asociada no titular en 2006 y obtuvo la titularidad en 2009.
Ha liderado proyectos de investigación desde 1998, y es autora de unas 60 publicaciones de investigación. Ha dirigido 5 tesis doctorales. Además tiene una gran experiencia en Cooperación para el Desarrollo, liderando varios proyectos desde 1995 para El Salvador, Perú y Mozambique, y coordinando y formando parte de diferentes Comités para los Países en Desarrollo y el Desarrollo (Sociedad Europea de Matemáticas, IFORS, SEIO, CE-MAT , CIMPA…).
En 2021 fue elegida presidenta de la Sociedad Española de Estadística e Investigación Operativa por un mandato de tres años a partir de 2022.

## Publicaciones seleccionadas
- Vitoriano, Begoña; Ortuño, M. Teresa; Tirado, Gregorio; Montero, Javier (2011), «A multi-criteria optimization model for humanitarian aid distribution», Journal of Global Optimization 51 (2): 189-208, doi:10.1007/s10898-010-9603-z.
- Vitoriano, Begoña; Montero, Javier; Ruan, eds. (2013), Decision Aid Models for Disaster Management and Emergencies, Atlantis Press, doi:10.2991/978-94-91216-74-9.
- Liberatore, F.; Ortuño, M. T.; Tirado, G.; Vitoriano, B.; Scaparra, M. P. (2014), «A hierarchical compromise model for the joint optimization of recovery operations and distribution of emergency goods in Humanitarian Logistics», Computers & Operations Research 42: 3-13, doi:10.1016/j.cor.2012.03.019.
- Ferrer, José M.; Martín-Campo, F. Javier; Ortuño, M. Teresa; Pedraza-Martínez, Alfonso J.; Tirado, Gregorio; Vitoriano, Begoña (September 2018), «Multi-criteria optimization for last mile distribution of disaster relief aid: Test cases and applications», European Journal of Operational Research 269 (2): 501-515, doi:10.1016/j.ejor.2018.02.043.